# 24 bits
En arquitectura de ordenadores, 24 bits es un adjetivo usado para describir enteros, direcciones de memoria u otras unidades de datos que comprenden hasta 24 bits (3 octetos) de ancho, o para referirse a una arquitectura de CPU y ALU basadas en registros, bus de direcciones o bus de datos de ese ancho.

## Ejemplos de arquitecturas de ordenador de 24 bits
El IBM S/360, anunciado en 1964 fue un ordenador extremadamente popular con 24 bits de direcciones y registros generales y aritméticos de 32 bits. 
Dos décadas después otro sistema popular el IBM AT, apareció con el procesador Intel 80286, también con 24 bits de direcciones, pero con registros generales y aritméticos de 16 bits.
- Datos: Q1195496